# Eumolpus robustus
Eumolpus robustus är en skalbaggsart som först beskrevs av Horn 1885.  Eumolpus robustus ingår i släktet Eumolpus och familjen bladbaggar. Inga underarter finns listade i Catalogue of Life.